# Дурнєво (сільське поселення присілок Старки)
Дурнєво (рос. Дурнево) — присілок в Дзержинському районі Калузької області Російської Федерації.
Населення становить 36 осіб. Входить до складу муніципального утворення Присілок Старки.

## Історія
Від 2004 року входить до складу муніципального утворення Присілок Старки.

## Населення
| 2002 | 2010 |
| ---- | ---- |
| 31   | ↗36  |